# Алекс Сонг
Алекса́ндр «А́лекс» Дімі́трі Сонг Вілло́нг (фр. Alexandre "Alex" Dimitri Song Billong; нар. 9 вересня 1987 року, Дуала, Камерун) — камерунський футболіст, опорний півзахисник збірної Камеруну та «Рубіну».

## Досягнення
- Чемпіон Африки (U-17): 2003
- Срібний призер Кубка африканських націй: 2008

 Барселона
- Чемпіон Іспанії: 2012/13
- Володар Суперкубка Іспанії: 2013